# NGC 423
NGC 423 là một thiên hà dạng hạt đậu loại S0 / a? nằm trong chòm sao Ngọc Phu. Nó được phát hiện vào ngày 14 tháng 11 năm 1835 bởi John Herschel. Nó được Dreyer mô tả là "cực kỳ mờ nhạt, nhỏ, kéo dài, dần dần sáng hơn một chút ở giữa, phía đông của 2.", cái còn lại là NGC 418.